# Sénat du royaume de Grèce
Le Sénat du royaume de Grèce (grec moderne : Γερουσία / Gerousía) a été la chambre haute du parlement grec durant la seconde partie du règne d'Othon. Mis en place par la constitution de 1844 à la suite du coup d'État du 3 septembre 1843, il a été abrogé par la constitution de 1864 à la suite de la révolution grecque de 1862.

## Histoire
Le coup d'État du 3 septembre 1843 imposa au souverain Othon une constitution. Celle-ci s'inspirait des modèles occidentaux (charte française de 1830, constitution belge de 1831 et donc des modèles plus anciens : américain et britannique). Le pouvoir législatif était partagé entre deux chambres : la voulí (boulè ou chambre des députés) et la gerousía (chambre des « anciens » ou sénat),.
Les membres du sénat étaient nommés à vie par le souverain.
Très vite, une vive opposition se fit sentir entre voulí et gerousía, rendant le travail législatif difficile.
La constitution de 1864 à la suite de la révolution grecque de 1862 et à l'élection d'un nouveau souverain en 1863, ne prévoyait plus qu'une seule chambre.

## Liste des sénateurs

### Nominations du 16 juin 1844
- Geórgios Ainián
- Andréas Anargírou
- Geórgios Antonópoulos
- Kóstas Bótsaris
- Vasílios Boudoúris
- Vassílios Christakópoulos
- Nikólaos Chrysógelos (el)
- Richard Church
- Anagnóstis Deligiánnis
- Panagiótis Giatrákos (el)
- Athanásios Grigoriádis
- Spyrídon Kalogerópoulos (el)
- Christódoulos Klonáris (el)
- Gennaios Kolokotronis
- Geórgios Koundouriótis
- Lazaros Koundouriotis
- Anastásios Lidoríkis (el)
- Lykoúrgos Logothétis
- Anastásios Lóndos
- Tátsis Maggínas (el)
- Pétrobey Mavromichális
- Hadjiyánnis Méxis
- Anagnóstis Monarchídis
- Lámbros Nákos
- Diamantís Nikoláou
- Panoútsos Notarás
- Charálambos Papapolítis
- Spýros Papalexópoulos (el)
- Iákovos Paximádis (el)
- Nikólaos Ponirópoulos
- Nikólaos Prasakákis
- Geórgios Psýllas (el)
- Nikólaos Reniéris (el)
- Sotírios Theocharópoulos (el)
- Spiridon Trikoupis
- Chrístos Vlássis (el)

### Nominations du 24 juillet 1845
- D. Christídis
- Geórgios Dariótis
- A. Dialétis
- Adám Doúkas
- Geórgios Glarákis
- Dímos Kanellópoulos
- Gkíkas Karakatsánis
- Giannoúlis Karamános
- Ioánnis Koudoumás
- Athanásios Lidoríkis (el)
- Drósos Mansólas
- Nikólaos Méxis (el)
- Geórgios Papailiópoulos
- Giannákis Pétrou
- Ioánnis Theotákis
- Dimitrios Voulgaris

### Nomination du 7 avril 1847
- Konstantínos Kanáris

### Nominations du 16 octobre 1847
- Ioánnis Giodásis
- Michaíl Kaíris-Orphanós
- Antonios Kriezis
- Antónis Mavromichális (el)
- Geórgios Notarás (el)
- Dimitrios Plapoutas
- Ioánnis Stáikos (el)
- Nikítas Stamatelópoulos
- Tzannetákis Grigorákis (el)

### Nomination du 23 avril 1849
- Anastásios Mavromichális (el)

### Nominations du 30 octobre 1850
- Dimítrios Chatzíkos (el)
- Chrístos Grívas-Gardikiótis
- Kitsos Tzavelas
- Aléxandros Vlachópoulos (el)

### Nominations du 18 juin 1851
- Anastásios Charalámbou
- Dimítrios Christídis
- Geórgios Dyovouniótis (el)
- Chrístos Chatzí
- Ioánnis Ikonómou (el)
- Panagiótis Lidoríkis
- M. Makropolítis
- Nikólaos Mavrommátis (el)
- Spýros Mílios
- Konstantínos Proveléggios

### Nomination du 24 février 1853
- Rígas Palamídis

### Nomination du 14 septembre 1854
- Dimítrios Koundouriótis (el)

### Nomination du 25 novembre 1860
- Lykoúrgos Krestenítis (el)

### Nominations du 26 février 1861
- Ioánnis Ambrosiádis (el)
- Nikolákis Deligiánnis (el)
- Antónios Georgantás (el)
- Phílippos Ioánnou (el)
- Nikólaos Kallérgis
- Andréas Koundouriótis (el)
- Loukás Lóndos (el)
- Konstantínos Metaxás
- Athanasios Miaoulis
- Panagiótis Notarás
- Christóphoros Perrevós
- Vassílios Petimezás (el)
- Nikólaos Pierákos
- A. Polizoídis
- Nikólaos Silívergos (el)
- Nikólaos Tzavélas (el)
- Dimítrios Typáldos (el)